# Землетрус у Скоп'є (1963)
Землетрус у Скоп'є 1963 року — природна катастрофа, яка зруйнувала столицю Соціалістичної Республіки Македонії, а нині — республіки Македонія, Скоп'є. Землетрус стався 26 липня 1963 року о 5 годині 17 хвилин за місцевим часом. В результаті, від 1000 до 1100 мешканців загинули, щонайменше 3000 були поранені. Без даху над головою залишилися 200 000 людей.

## Сейсмічна ситуація в регіоні
Південь Македонії, регіон річки Вардар, відомий як зона високої сейсмічної активності. В історії Скоп'є до XX століття відомі два руйнівних землетруси: в 518 році н. е. і в 1555 році. Утім, при плануванні міста та будівництві будівель дані про сейсмічну небезпеку ніколи не враховувалися.

## Землетрус
Поштовхи сталися вранці 26 липня і тривали 20 секунд. Точний час найсильнішого поштовху зафіксував годинник на будівлі вокзалу Скоп'є, що зупинився о 5:17 ранку. Загалом було зруйновано або сильно пошкоджено близько 75 % житлових будинків, майже всі школи і лікарні, а також будівлі вокзалу і поштамту, через що місто опинилося відрізаним від зовнішнього світу. Також були знищені багато адміністративних будинків, в тому числі штаб-квартира Центрального комітету Компартії Македонії, мерія і Національний банк. Промисловим будовам було завдано набагато меншого збитку, оскільки вони розташовувалися далеко від епіцентру, а їх конструкція дозволила витримати поштовхи. Найбільше постраждали споруди з цегли, їхнє руйнування спричинило найбільше жертв.

## Рятувальна операція та відновлення
Відразу після землетрусу близько вісімдесяти країн направили в Югославію рятувальників, фінансову та гуманітарну допомогу. 14 жовтня того ж року Генеральна Асамблея ООН прийняла резолюцію № 1882, в якій зазначала, що «відновлення Скоп'є стало справжнім символом дружби і братерства народів». Військові, загони цивільної оборони та місцеві жителі почали розбирати завали. Розмір пожертвувань склав суму, еквівалентну 37 000 000 динарів, також були зібрані речі на суму 121 000 000 динарів. Для кількох десятків тисяч осіб, які втратили житло, у перші дні були відкриті наметові містечка, а протягом року збудовані тимчасові дерев'яні будинки. Повномасштабне відновлення міста відбувалося в 1960-х роках під керівництвом японського архітектора Кендзо Танге. Директором програми відбудови міста був призначений ООН польський архітектор Адольф Циборовський. Він перебував на посаді головного архітектора Варшави і вже мав досвід відбудови майже повністю знищеного міста.
Знаковою подією стало відкриття в 1970 році в Скоп'є Музею сучасного мистецтва, значну частину колекції якого склали твори мистецтва, подаровані іншими країнами після землетрусу. Будівля музею була спроєктована польськими архітекторами і стала подарунком уряду Польщі. Одним із головних експонатів нового музею стала картина Пабло Пікассо «Голова жінки», подарована місту художником.

## Галерея

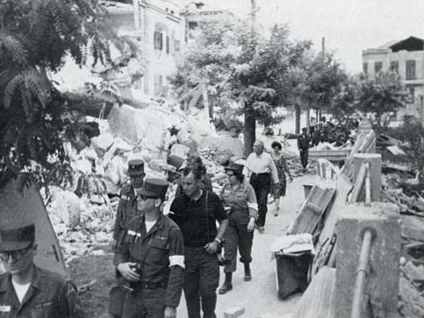
Співробітники американського військового шпиталю в Скоп'ї після землетрусу
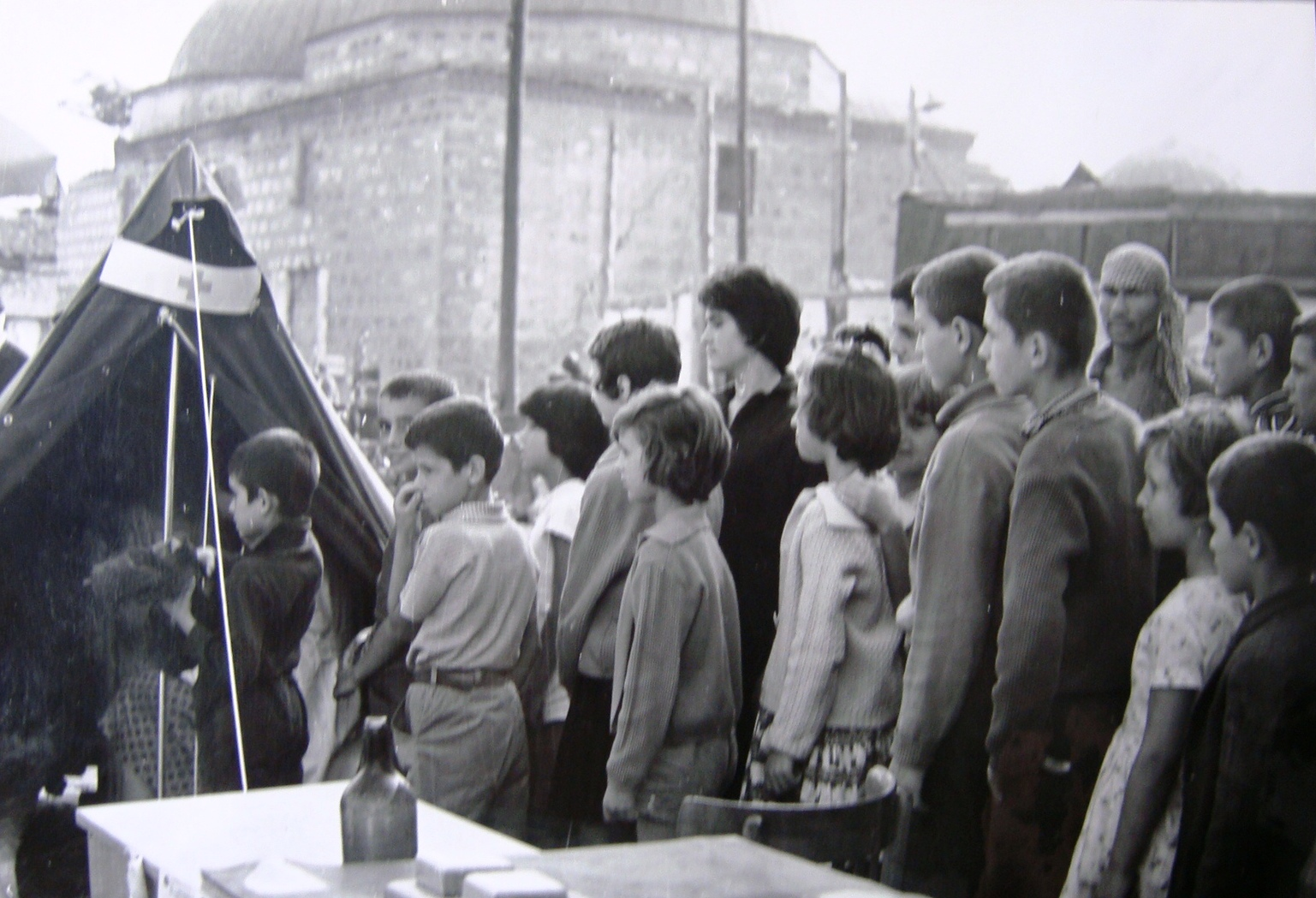
Евакуація дітей після землетрусу
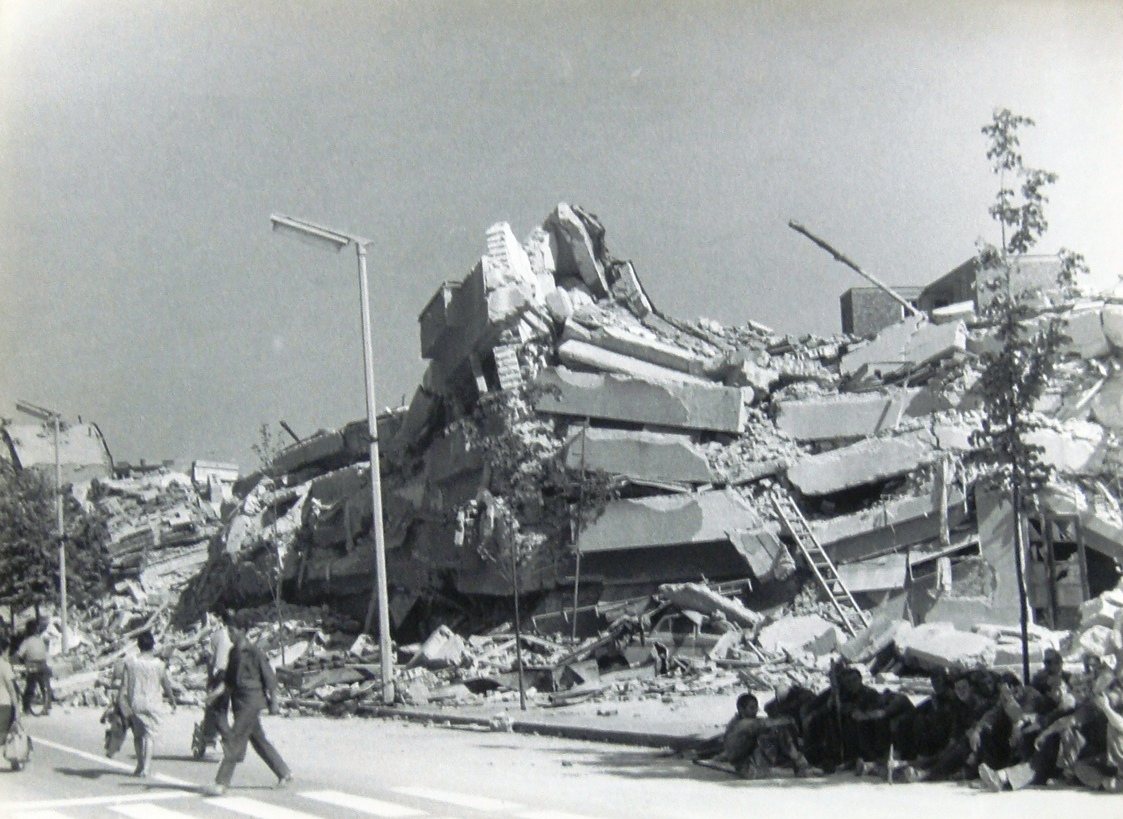
Площа Свободи
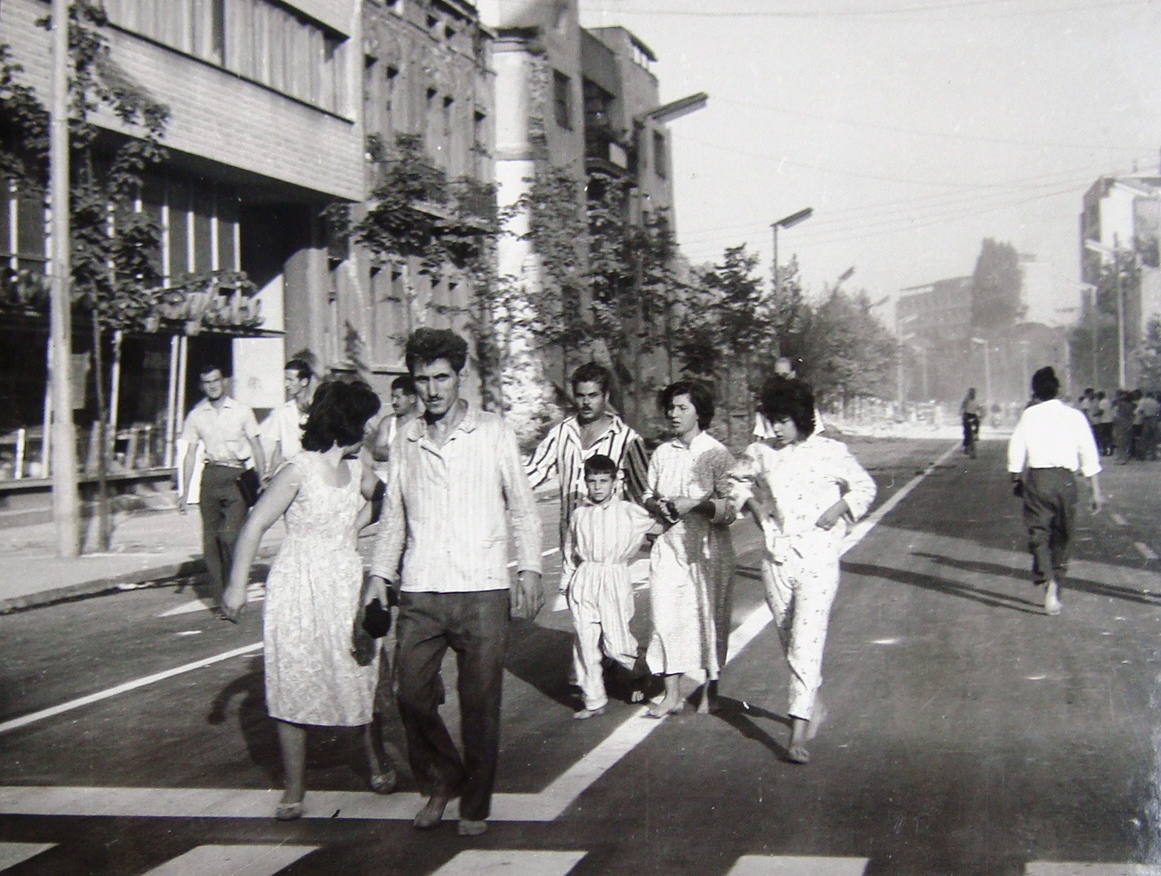
Вранці після землетрусу
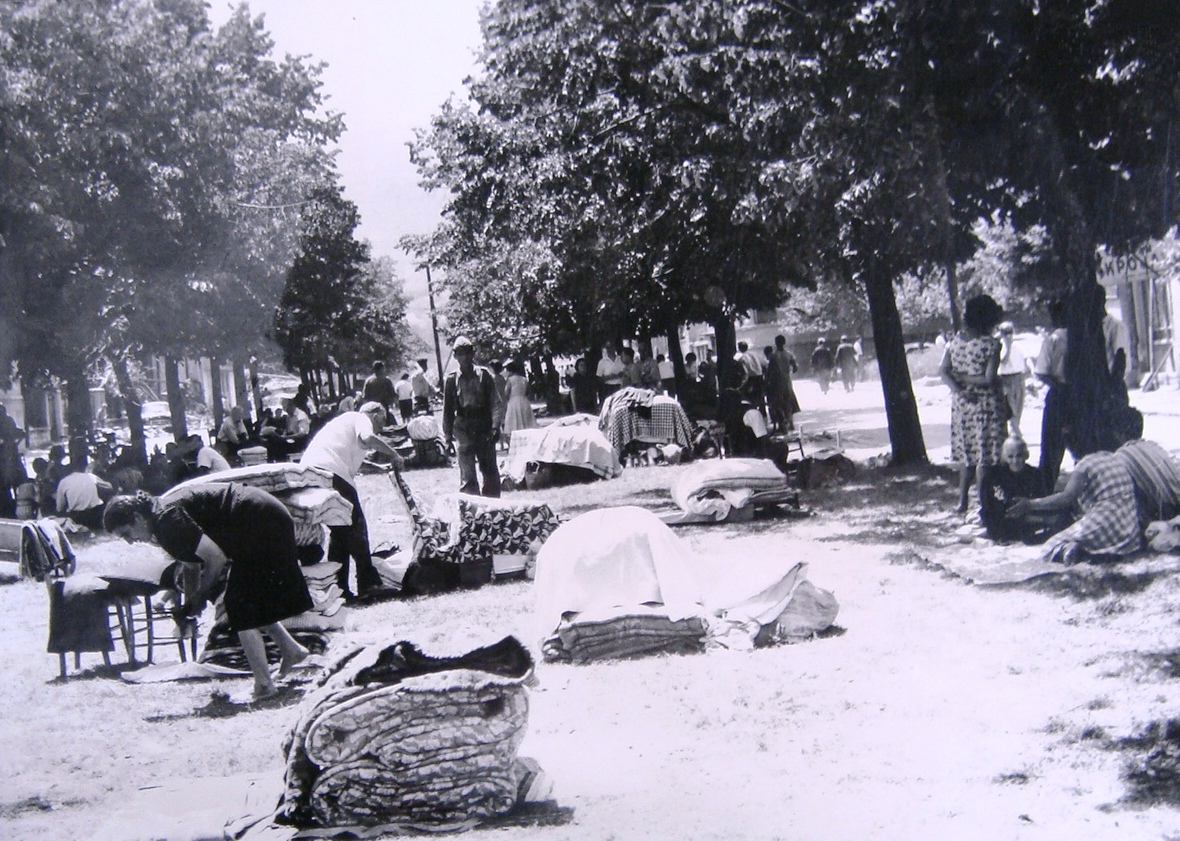
На наступний день після землетрусу
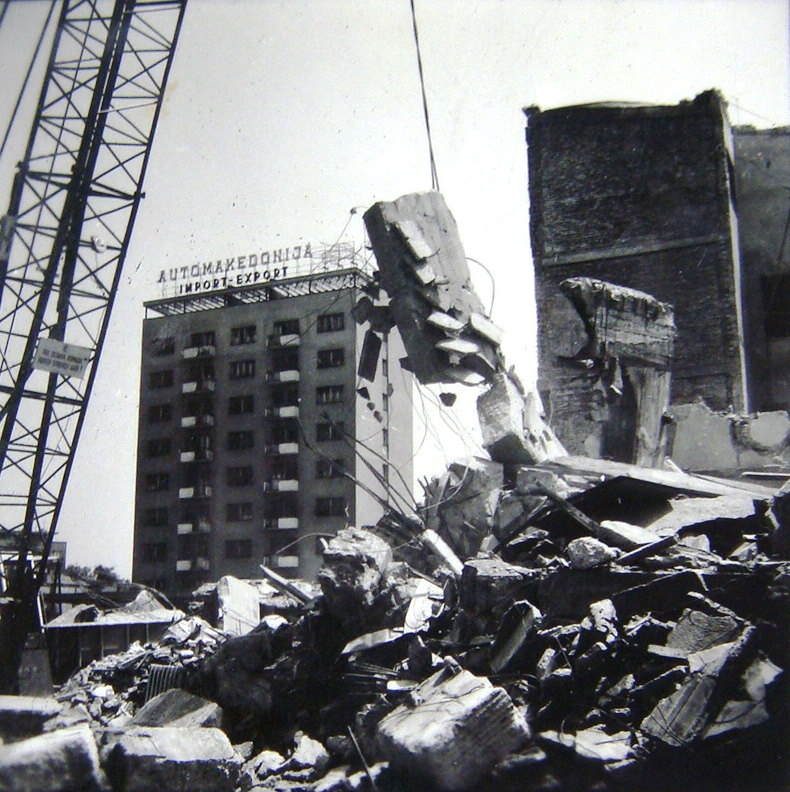
Розчищення завалів
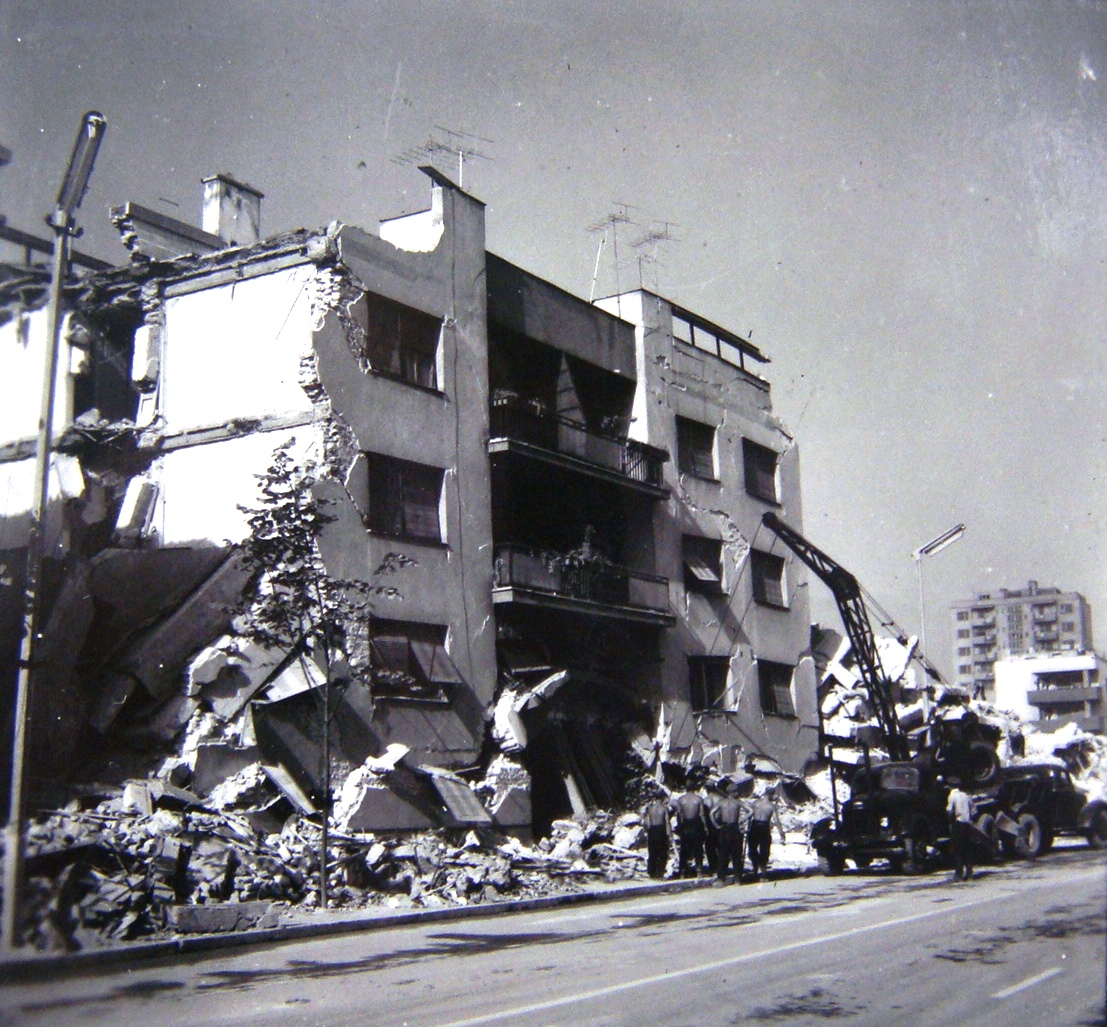
Підрозділи Радянської Армії надати допомогу у розчищенні завалів
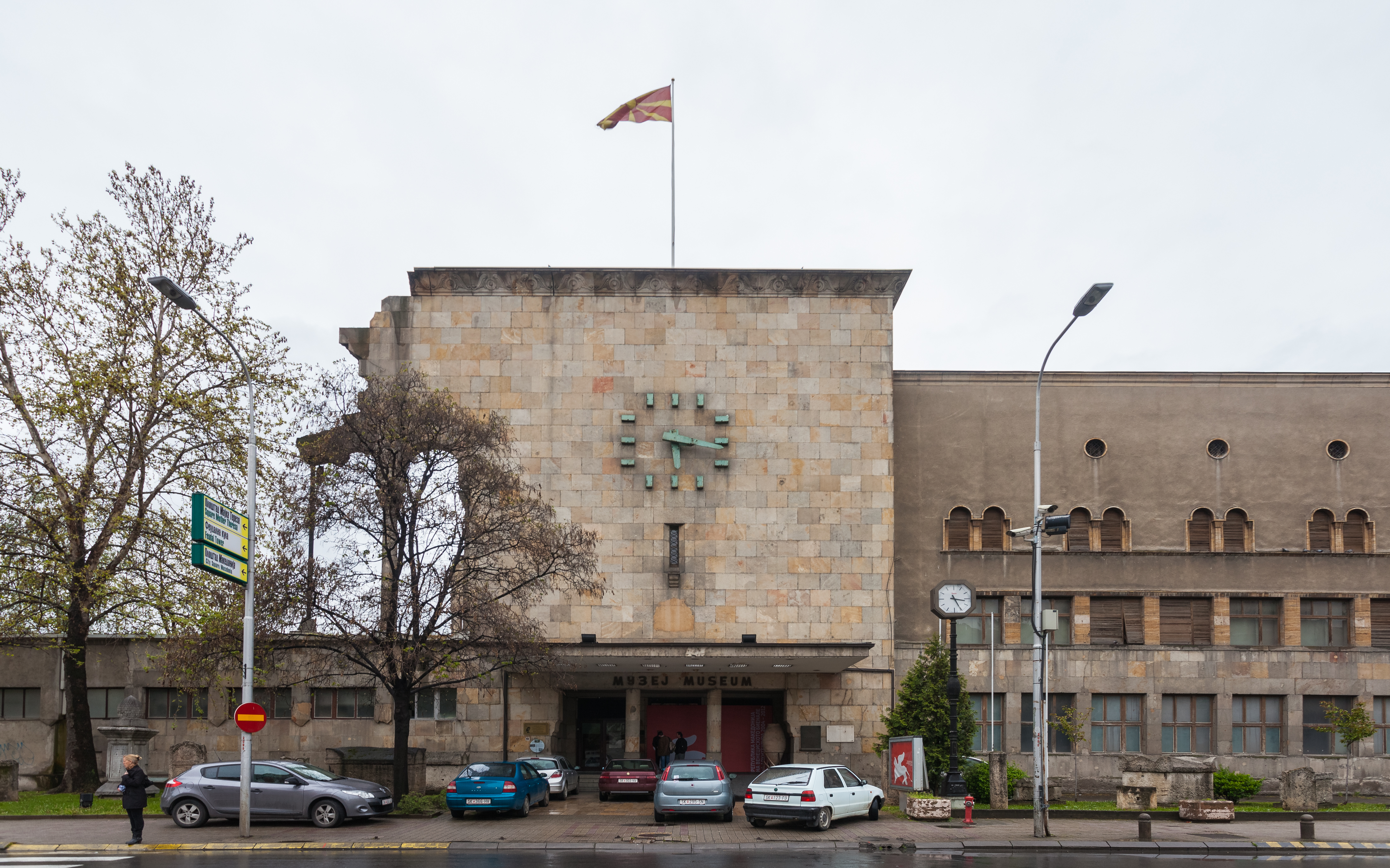
Символ землетрусу: стара залізнична станція в Скоп'ї. Годинник зупинився о 5.17 26 липня 1963. Сьогодні в будинку розміщено краєзнавчий музей міста Скоп'є (Muzej na grad Skopje).
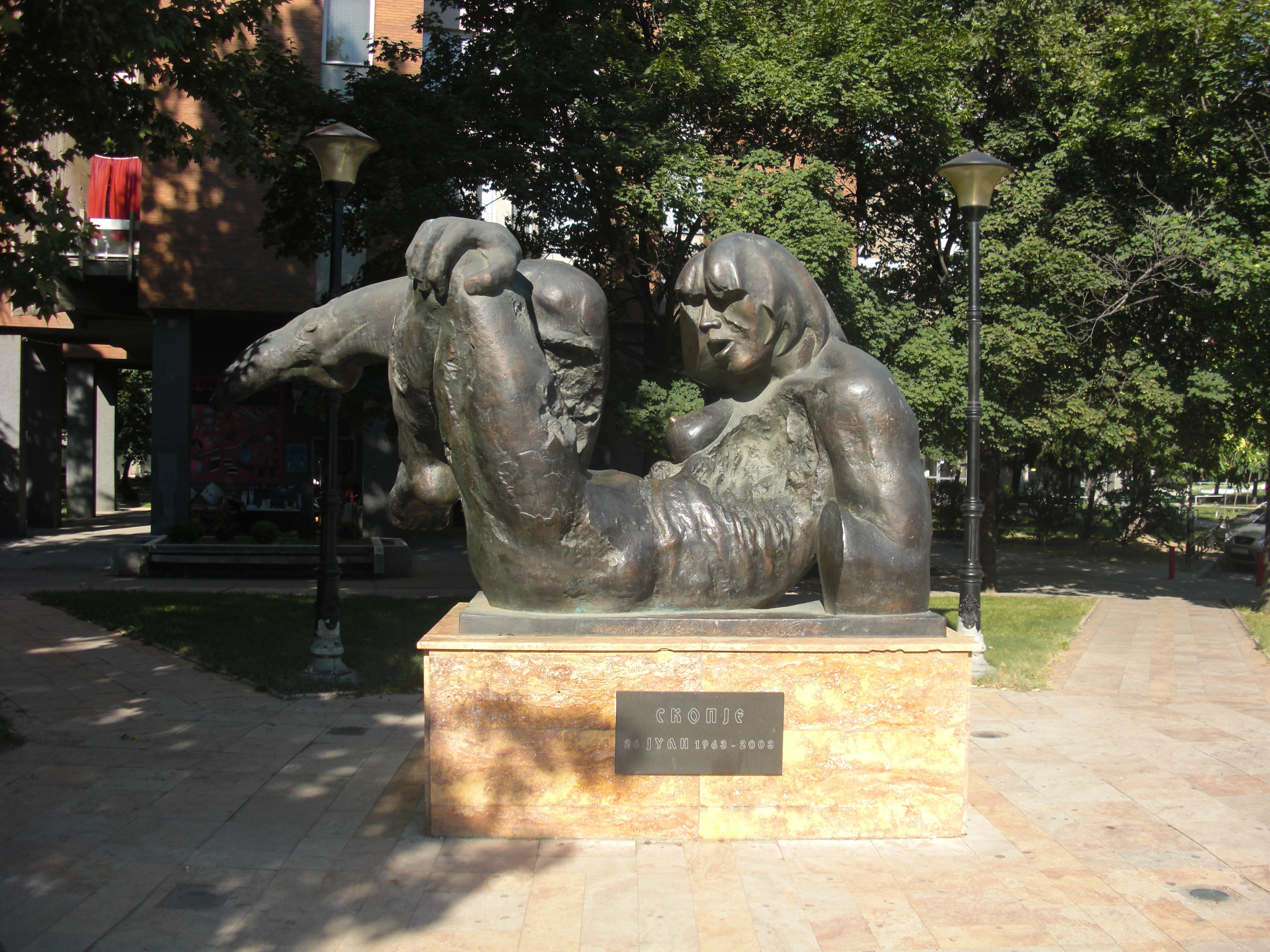
Пам'ятник жертвам землетрусу